# Оейсіс (Невада)
Оейсіс (англ. Oasis) — переписна місцевість (CDP) в США, в окрузі Елко штату Невада. Населення — 4 особи (2020).

## Географія
Оейсіс розташований за координатами 41°1′43″ пн. ш. 114°28′35″ зх. д. / 41.02861° пн. ш. 114.47639° зх. д. (41.028608, -114.476318).  За даними Бюро перепису населення США в 2010 році переписна місцевість мала площу 2,31 км², уся площа — суходіл.

## Демографія
Згідно з переписом 2010 року, у переписній місцевості мешкало 29 осіб у 13 домогосподарствах у складі 6 родин. Густота населення становила 13 особи/км².  Було 20 помешкань (9/км²).
Расовий склад населення:
| - 79,3 % — білих - 3,4 % — осіб інших рас |

До двох чи більше рас належало 17,2 %. Частка іспаномовних становила 31,0 % від усіх жителів.
За віковим діапазоном населення розподілялося таким чином: 27,6 % — особи молодші 18 років, 69,0 % — особи у віці 18—64 років, 3,4 % — особи у віці 65 років та старші. Медіана віку мешканця становила 38,5 року. На 100 осіб жіночої статі у переписній місцевості припадало 107,1 чоловіків;  на 100 жінок у віці від 18 років та старших — 133,3 чоловіків також старших 18 років.
Цивільне працевлаштоване населення становило 0 осіб. 